# Lars Haugen
Lars Haugen (ur. 19 marca 1987 w Oslo) – norweski hokeista, reprezentant Norwegii, dwukrotny olimpijczyk.

## Kariera
- Manglerud U19 (2003-2004)
- Leksands IF J18, J20 (2004-2006)
- Sparta Sarpsborg (2006-2009)
- Lørenskog IK (2009-2011)
  -  Manglerud Star (2011)
- Dynama Mińsk (2011-2015)
  -  HK Szachcior Soligorsk (2011-2012)
  -  Junost' Mińsk (2012)
- Färjestad BK (2014-2018)
- EC KAC (2018-2020)
- Manglerud Star (2020-)

Wychowanek klubu Vålerenga Oslo. Od maja 2011 roku formalnie zawodnik Dynama Mińsk. W maju 2013 przedłużył kontrakt z klubem o dwa lata. Odszedł z klubu w marcu 2015. Wówczas został zawodnikiem Färjestad BK. Od lipca 2018 zawodnik EC KAC. W lutym 2019 przedłużył kontrakt o rok. W kwietniu 2020 przeszedł do macierzystego Manglerud.
W barwach Norwegii uczestniczył w turniejach mistrzostw świata w 2011, 2012, 2013, 2014, 2015, 2016, 2017, 2018 oraz zimowych igrzysk olimpijskich 2014, 2018.

## Sukcesy

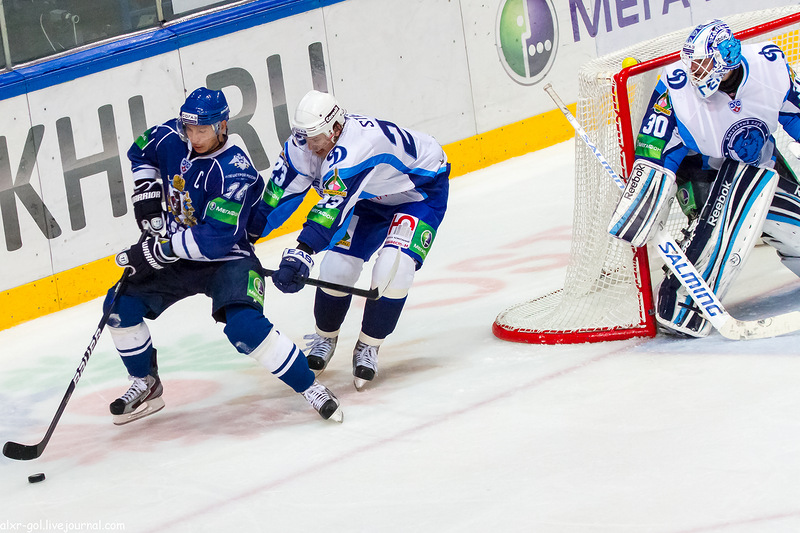
Lars Haugen (z prawej) w barwach Dynama Mińsk (2011). Obok partner z drużyny Andrej Staś i Dmitrij Tarasow (Amur Chabarowsk)

Klubowe
- Złoty medal mistrzostw Austrii: 2019 z EC KAC

Indywidualne
- Mistrzostwa Świata w Hokeju na Lodzie 2011/Elita:
  - Piąte miejsce w klasyfikacji skuteczności interwencji bramkarzy: 92.61%
  - Jeden z trzech najlepszych zawodników reprezentacji w turnieju
- Mistrzostwa Świata w Hokeju na Lodzie 2012/Elita:
  - Jeden z trzech najlepszych zawodników reprezentacji w turnieju
- Sezon KHL (2012/2013):
  - Drugie miejsce w klasyfikacji średniej goli straconych na mecz w sezonie zasadniczym: 1,81
  - Czwarte miejsce w klasyfikacji skuteczności interwencji w sezonie zasadniczym: 93,3%
- Mistrzostwa Świata w Hokeju na Lodzie 2015/Elita:
  - Jeden z trzech najlepszych zawodników reprezentacji w turnieju[8]
- Mistrzostwa Świata w Hokeju na Lodzie 2017/Elita:
  - Jeden z trzech najlepszych zawodników reprezentacji w turnieju[9]

Wyróżnienia
- Gullpucken - hokeista Roku w Norwegii: 2013[10]